# Beleg van Gennep

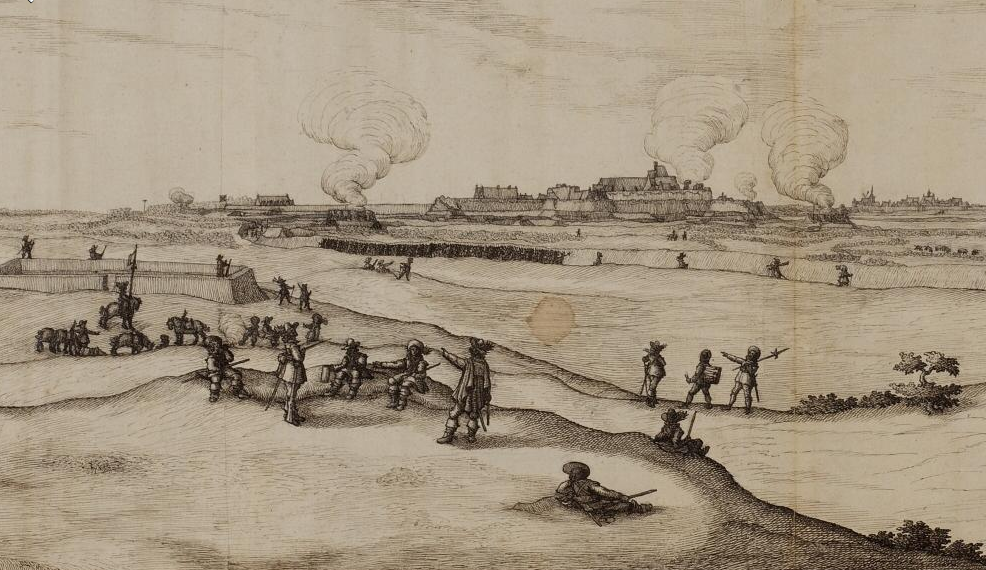
Het beleg door Jacob van Geelkercken

Het Beleg van Gennep  was een belegering en inname van het kasteel Genneperhuis bij Gennep in Limburg, Nederland, door het Staatse leger onder leiding van Frederik Hendrik, ten tijde van de Tachtigjarige Oorlog. Het beleg duurde van 28 juni tot en met 29 juli 1641, waarna Gennep werd ingenomen door de belegeraars.

## Aanloop
Terwijl het Staatse leger nog bezig was met het verschansen voor Gennep, deed graaf de Fontaine een poging dit te verhinderen. Zijn leger inmiddels aangegroeid tot 12.000 man 4.000 ruiters was op weg naar Blerick. Op 22 juni naderden zij Sambeek ten zuiden van Boxmeer waar graaf Herman Otto I van Limburg Stirum gelegerd was. Graaf de Fontaine wilde voordat hij actie ondernam proberen de bezetting op Gennep te versterken, en zond 2.000 man naar een nog onvoltooide stelling voor Gennep die door de prins van Oranje was gevorderd. Ze verlieten deze stelling weer nadat de heer van Beverweerd naderde met een leger. De Spanjaarden trokken zich ten slotte via de Kleefse bossen terug naar de hoofdmacht. Twee dagen later verplaatste de graaf de Fontaine het leger naar Blerick.

## Belegering
Op 28 juni begonnen Staatse troepen met het graven van twee approches in twee richtingen. Twee batterijen bestookten Gennep van vier kanten. Het graven van de loopgraven was niet zonder risico. Graaf Willem van Nassau-Siegen had de contrescarp ingenomen, en moesten een dam over van slechts drie meter breed welke ook nog eens gedekt werd door een bastion. De belegerden staken de dam aan de andere kant door, waardoor op 6 juli alle takkebossen wegspoelden waarmee de prins  het riviertje Niers had gevuld. (Willem raakte hierbij gewond en zou uiteindelijk in 1642 overlijden aan de wond die hij tijdens dit beleg opliep.) Hierdoor was de prins gedwongen een brug te bouwen, hetgeen bemoeilijkt werd door de belegerden. Uiteindelijk liet de prins buiten schootsafstand op 14 juli een brug bouwen, en gaf opdracht onmiddellijk een schans te bouwen waarvan de stad onder vuur kon worden genomen. Hierdoor konden de Staatsen het eerdere punt innemen, en vandaar een Spaanse Schans innemen, waarvandaan weer een hoornwerk ondermijnd kon worden. Op 22 juli was de mijn klaar, maar het hoornwerk kon ingenomen worden zonder de mijn te laten springen. Nu kon eindelijk een aanvang gemaakt worden aan het innemen van een bastion. De belegerden hadden intussen al 500 doden en 700 gewonden binnen de gelederen.

## Inname
Toen ze zagen dat er een bestorming ophanden was wilden ze onderhandelen over een overgave. Op 27 juli kregen zij de voorwaarde om met medeneming hun wapens en twee kanonnen onder begeleiding van het Staatse leger naar Venlo mochten gaan. Ook de geestelijken moesten vertrekken. De ontruiming vond plaats op 29 juli. De prins had een maand de tijd nodig de toegebrachte schade aan Gennep te herstellen. De inname ging gepaard met vreugdevuur aan de grensplaatsen, en klokgelui.